# Happy-fi
Happy Fi es un sello disquero mexicano y colectivo de artistas formado en 1997. Son estos quienes se encargan de administrar y dirigir el sello, "decidiendo la manera como su música será o no comercializada".

## Historia
Su base de operaciones se encuentra en la ciudad de Monterrey, Nuevo León. Sus fundadores fueron Alejandro Rosso (Plastilina Mosh), Alejandro Romero "Chicle" (baterista original de la banda Niña y actual productor de videos y comerciales) y Gustavo Mauricio (ex-tecladista de Zurdok y miembro activo de bandas como Quiero Club, She's A Tease y Black Forest). 
Actualmente, la directiva del sello está en manos de Gustavo Mauricio, Fabrizio Onetto "Mopri" (representante de bandas por HOME Artists) y Alejandro Isassi (guitarrista, productor y compositor de las bandas Niña y D3ndron). Desde el 2006, Happy Fi tiene un contrato con Labels, subsello de la trasnacional EMI Music, mediante el cual sus discos son distribuidos en la República Mexicana.

## Artistas
Algunas de las bandas y/o artistas activos dentro del sello son:
- Niña
- Quiero Club
- Mario*
- Goma
- She's A Tease
- Be My Bronx
- Black Forest
- Bastian
- Pistol Chunky
- Yo linares!
- El cuarto